# Edwin Holmes
Edwin Holmes (n. 1842, Northampton, Anglia, Regatul Unit al Marii Britanii și Irlandei – d. 1919) a fost un astronom englez, cunoscut pentru că a descoperit cometa peridică 17P/Holmes.